# Final da Copa Libertadores da América de 2009
A final da Copa Libertadores da América de 2009 foi a decisão da 50ª edição da Copa Libertadores da América. Foi disputada entre o Estudiantes, da Argentina e Cruzeiro, do Brasil em 8 e 15 de julho de 2009.
Cruzeiro e Estudiantes jogaram suas quarta e quinta final da Copa Libertadores, respectivamente. Cruzeiro disputou a última final em 1997, quando venceu o Sporting Cristal conquistando o seu segundo título. O Estudiantes está retornando após uma ausência de 39 anos. Sua última final foi em 1971, quando perdeu para o Nacional do Uruguai. 
No primeiro jogo da final, houve empate por 0 a 0. Na última e decisiva partida, o Estudiantes venceu o Cruzeiro por 2 a 1 na casa dos adversários e se tornou o campeão.

## Regulamento
A final foi disputada em dois jogos, com mando de campo alternado entre os finalistas. A equipe melhor classificada durante a competição, disputaria o segundo jogo em casa. A equipe que somar mais pontos ao final das duas partidas, seria coroada a campeã da competição. Ao contrário das rodadas anteriores, não foi utilizado a regra do gol fora. Caso as duas equipes estivessem empatadas em pontos após o segundo jogo, a equipe com o melhor saldo de gols vence. Caso o empate persistisse, o jogo seria levado à prorrogação. O tempo extra seria composto de dois tempos de 15 minutos cada. Se o empate ainda persistisse, uma disputa de pênaltis, constituído por um máximo de cinco penalidades por equipe, seguiria de acordo com as Leis do Jogo. Se não houvesse um vencedor depois dos 10 pênaltis, em seguida, uma disputa de pênaltis alternada seguiria.

## Caminho às finais
O Cruzeiro conquistou a classificação para a Copa Libertadores de 2009 após classificar-se em 3º lugar no Campeonato Brasileiro de 2008. Isto deu-lhes a terceira vaga do Brasil, tendo direito a classificação direta para a segunda fase. O Estudiantes se qualificou por ter a segunda melhor média nos torneios Apertura 2007 e 2008 e Clausura 2008, qualificando-se para a primeira fase.

### Mata-mata
| Cruzeiro                   | Cruzeiro                                       | Cruzeiro                             | Estudiantes                          | Estudiantes             | Estudiantes                          |
| -------------------------- | ---------------------------------------------- | ------------------------------------ | ------------------------------------ | ----------------------- | ------------------------------------ |
| Universidad de Chile F 2–1 | Soares 8' Marquinhos Paraná 52'                | Décima-sextas de final Primeiro jogo | Décima-sextas de final Primeiro jogo | Libertad C 3–0          | Fernández 1' Boselli 64' (pen.), 70' |
| Universidad de Chile C 1–0 | Kléber 74'                                     | Segundo jogo                         | Segundo jogo                         | Libertad F 0–0          |                                      |
| São Paulo C 2–1            | Leonardo Silva 45' Zé Carlos 66'               | Quartas de final Primeiro jogo       | Quartas de final Primeiro jogo       | Defensor Sporting F 1–0 | Desábato 12'                         |
| São Paulo F 2–0            | Henrique 65' Kléber 81' (pen.)                 | Segundo jogo                         | Segundo jogo                         | Defensor Sporting C 1–0 | Benítez 13'                          |
| Grêmio C 3–1               | Wellington Paulista 38' Wagner 47' Fabinho 67' | Semifinais Primeiro jogo             | Semifinais Primeiro jogo             | Nacional C 1–0          | Galván 14'                           |
| Grêmio F 2–2               | Wellington Paulista 34', 36'                   | Segundo jogo                         | Segundo jogo                         | Nacional F 2–1          | Boselli 52', 90+1'                   |

## Primeiro jogo
| 8 de julho  | Estudiantes | 0–0    | Cruzeiro | Estádio Ciudad de La Plata, La Plata         |
| 21:50 UTC−3 |             | Súmula |          | Público: 52 000 Árbitro: URU Jorge Larrionda |

| Estudiantes | Cruzeiro |

| ESTUDIANTES:      |    |                      |     |     |
|                   |    |                      |     |     |
| GL                | 21 | Mariano Andújar      |     |     |
| LD                | 3  | Christian Cellay     |     |     |
| Z                 | 14 | Rolando Schiavi      | 26' |     |
| Z                 | 2  | Leandro Desábato     | 66' |     |
| LE                | 16 | Germán Ré            |     |     |
| M                 | 22 | Rodrigo Braña        |     |     |
| M                 | 8  | Enzo Pérez           |     |     |
| M                 | 11 | Juan Sebastián Verón |     |     |
| M                 | 23 | Leandro Benítez      | 14' | 75' |
| A                 | 17 | Mauro Boselli        |     |     |
| A                 | 10 | Gastón Fernández     |     | 82' |
| Reservas:         |    |                      |     |     |
| GL                | 25 | Damián Albil         |     |     |
| Z                 | 13 | Juan Díaz            |     |     |
| Z                 | 6  | Federico Fernández   |     |     |
| M                 | 5  | Matías Sánchez       |     |     |
| M                 | 18 | Maximiliano Núñez    |     | 75' |
| A                 | 9  | José Calderón        |     |     |
| A                 | 7  | Juan Salgueiro       |     | 82' |
| Treinador:        |    |                      |     |     |
| Alejandro Sabella |    |                      |     |     |

| CRUZEIRO:       |    |                     |     |     |
|                 |    |                     |     |     |
| GL              | 1  | Fábio               |     |     |
| LD              | 2  | Jonathan            |     |     |
| Z               | 22 | Leonardo Silva      |     |     |
| Z               | 3  | Anderson            |     |     |
| LE              | 20 | Gérson Magrão       | 64' | 86' |
| V               | 7  | Marquinhos Paraná   |     |     |
| V               | 15 | Henrique            |     |     |
| M               | 8  | Ramires             |     |     |
| M               | 10 | Wágner              | 39' |     |
| A               | 9  | Wellington Paulista | 84' |     |
| A               | 25 | Kléber              | 41' |     |
| Reservas:       |    |                     |     |     |
| GL              | 12 | Andrey              |     |     |
| Z               | 14 | Jancarlos           |     |     |
| M               | 21 | Fabinho             |     | 86' |
| M               | 17 | Elicarlos           |     |     |
| M               | 16 | Bernardo            |     |     |
| A               | 11 | Thiago Ribeiro      |     |     |
| A               | 18 | Zé Carlos           |     |     |
| Treinador:      |    |                     |     |     |
| Adílson Batista |    |                     |     |     |

| Melhor jogador: Fábio Árbitros assistentes: Pablo Fandiño Mauricio Espinosa Quarto árbitro: Martín Vázquez |

## Segundo jogo
| 15 de julho | Cruzeiro      | 1–2    | Estudiantes                              | Estádio Mineirão, Belo Horizonte            |
| 21:50 UTC−3 | Henrique 51`' | Súmula | Gastón Fernández 56`' Mauro Boselli 72`' | Público: 65 000 Árbitro: CHI Carlos Chandía |

| Cruzeiro | Estudiantes |

| CRUZEIRO:       |    |                     |     |     |
|                 |    |                     |     |     |
| GL              | 1  | Fábio               |     |     |
| LD              | 2  | Jonathan            |     |     |
| Z               | 22 | Leonardo Silva      |     |     |
| Z               | 4  | Thiago Heleno       |     |     |
| LE              | 20 | Gérson Magrão       |     |     |
| V               | 7  | Marquinhos Paraná   |     |     |
| V               | 15 | Henrique            |     |     |
| M               | 8  | Ramires             |     |     |
| M               | 10 | Wagner              |     | 71' |
| A               | 9  | Wellington Paulista |     | 74' |
| A               | 25 | Kléber              | 37' |     |
| Reservas:       |    |                     |     |     |
| GL              | 12 | Andrey              |     |     |
| LE              | 18 | Athirson            |     | 71' |
| M               | 5  | Fabrício            |     |     |
| M               | 21 | Fabinho             |     |     |
| M               | 17 | Elicarlos           |     |     |
| M               | 16 | Bernardo            |     |     |
| A               | 11 | Thiago Ribeiro      |     | 74' |
| Treinador:      |    |                     |     |     |
| Adílson Batista |    |                     |     |     |

| ESTUDIANTES:      |    |                      |     |     |
|                   |    |                      |     |     |
| GK                | 21 | Mariano Andújar      |     |     |
| RB                | 3  | Christian Cellay     |     |     |
| DF                | 14 | Rolando Schiavi      |     |     |
| DF                | 2  | Leandro Desábato     |     |     |
| LB                | 16 | Germán Ré            |     |     |
| MF                | 22 | Rodrigo Braña        | 44' | 86' |
| MF                | 8  | Enzo Pérez           |     |     |
| MF                | 11 | Juan Sebastián Verón | 37' |     |
| MF                | 23 | Leandro Benítez      |     | 79' |
| FW                | 17 | Mauro Boselli        |     |     |
| FW                | 10 | Gastón Fernández     |     | 90' |
| Reservas:         |    |                      |     |     |
| GK                | 25 | Damián Albil         |     |     |
| DF                | 13 | Juan Díaz            |     | 79' |
| DF                | 6  | Federico Fernández   |     |     |
| MF                | 5  | Matías Sánchez       |     | 86' |
| MF                | 18 | Maximiliano Núñez    |     |     |
| FW                | 9  | José Luis Calderón   |     | 90' |
| FW                | 7  | Juan Salgueiro       |     |     |
| Treinador:        |    |                      |     |     |
| Alejandro Sabella |    |                      |     |     |

| Melhor jogador: Juan Sebastián Verón Árbitro assistentes: Patricio Basualto Francisco Mondría Quarto árbitro: Pablo Pozo |